# Heinz-Berggruen-Gymnasium
Das Heinz-Berggruen-Gymnasium ist ein öffentliches Gymnasium im Berliner Westend im Bezirk Charlottenburg-Wilmersdorf, in der Nähe des Theodor-Heuss-Platz und des Messegeländes. Der Namensgeber der Schule ist der Kunsthändler Heinz Berggruen. Das Gebäude der ehemaligen Erich-Hoepner-Schule mit seiner Turnhalle und Aula steht als Baudenkmal unter Denkmalschutz.

## Geschichte

### Reform-Realgymnasium
Seit 1909 war die heutige Herder-Oberschule als Reform-Realgymnasium auf dem Gelände des heutigen Heinz-Berggruen-Gymnasiums ansässig. 1913 ist sie erstmals auf dem Pharus-Plan von Groß-Berlin als Realgymnasium verzeichnet. Die Bombenangriffe des Krieges überstand das Schulhaus weitgehend unbeschadet, doch brannte es am 11. Mai 1945 aus bis heute nicht eindeutig geklärter Ursache vollständig aus.

### Nach dem Zweiten Weltkrieg
Das heutige Gymnasium wurde nach dem Zweiten Weltkrieg als Nachfolger des Kaiserin-Augusta-Gymnasiums und des Mommsen-Gymnasiums gegründet. Das Mommsen-Gymnasium war ab 1901 gebaut worden, da die bestehenden Schulen den Bedarf in Charlottenburg nicht mehr abdecken konnten, und wurde 1903 eröffnet (Wormser Straße, später auch Waldschulallee).
Im September 1945 erhielt diese neue Schule den Namen „Charlottenburger Gymnasium“. Von 1954 bis 1956 wurde das Schulgebäude nach Plänen des Architekten Robert Tepez errichtet und am 30. Juni 1956 feierlich übergeben.

### Benennung und Umbenennung
Am 14. September desselben Jahres erhielt es durch einen BVV-Beschluss des Bezirks Charlottenburg von Berlin den Namen Erich-Hoepner-Gymnasium, welcher an den hingerichteten Generaloberst und Widerstandskämpfer Erich Hoepner (1886–1944) erinnerte, der Schüler des Kaiserin-Augusta-Gymnasiums war. Schon damals gab es aus unterschiedlichen Gründen Widerstand gegen die Umbenennung vonseiten des damaligen Schulleiters Rudolphi und großen Teilen der Elternschaft und des Lehrerkollegiums. Man sah das Mitbestimmungsrecht übergangen, Teile wollten lieber einen Neuhumanisten wie den ursprünglichen Namensgeber Mommsen als Namensgeber. Rudolphi, der selbst Opfer des Nationalsozialismus war und an der Schule zuvor Feierlichkeiten zum Andenken an den 20. Juli 1944 abhalten ließ, und andere Teile fanden auch die Rolle Hoepners als Widerstandskämpfer (Auftreten vor dem Volksgerichtshof) wenig vorbildlich. Rudolphi blieb daher den Feierlichkeiten zur Umbenennung fern. Die Person Hoepners ist heute aufgrund seiner zwiespältigen Biografie umstritten. – Obwohl er schon früh in Kreisen des Widerstands gegen den Nationalsozialismus verkehrte, hatte er als Panzergeneral Erschießungen angeordnet und zur Abwehr des jüdischen Bolschewismus aufgerufen. – So leitete anlässlich des 50-jährigen Schuljubiläums 2006 die Schulleitung einen Prozess zur Umbenennung der Schule ein. Seit dem 1. August 2008 ist das Gymnasium nach dem Kunstsammler und Mäzen Heinz Berggruen (1914–2007) benannt.

## Schulprofil
Das Heinz-Berggruen-Gymnasium hat einen altsprachlichen, einen künstlerischen und einen musikalischen Schwerpunkt. Der künstlerische und musikalische Schwerpunkt haben ihren Ursprung in den 50er Jahren. Im Schuljahr 1953/54 richtete die Schule als erstes Gymnasium Deutschlands einen „Neusprachlichen Zug musischer Richtung“ ein, der Vorbild für viele weitere Schulen wurde. Die Schule verfügt über eine große Zahl von musikalischen Ensembles, in denen Schüler ab der 5. Klasse mitwirken können. Die Weihnachtskonzerte der Schule finden jährlich im Konzertsaal der Universität der Künste statt; die Sommerkonzerte im Kammermusiksaal der Berliner Philharmonie.

## Schülerzeitung OHnE
Die OHnE Schülerzeitung des Heinz-Berggruen-Gymnasiums wird komplett unabhängig von der Schule von ungefähr 20 Schülern geleitet. Sie erscheint seit 1998 zweimal im Jahr und befasst sich neben schulischen Dingen auch mit weltaktuellen Problemen und Ereignissen, die sie den Schülern verständlich zu machen sucht. Seit 2011 existiert auch ein Tochtermagazin für die 5. bis 7. Klassen, die OHnE junior. Berlin- und bundesweit ist die OHnE schon durch zahlreiche Preise und Ehrungen aufgefallen. So gewann sie von 2005 bis 2009 viermal den Berliner Schülerzeitungswettbewerb und wurde seit 2006 immer im Spiegel-Schülerzeitungswettbewerb prämiert.

## Bekannte Absolventen
Zu den bekannten Absolventen des Gymnasiums gehören: 
- Alexander Kluge (* 1932), Filmemacher (Abitur am Charlottenburger Gymnasium[6])
- Günter Schultz (1936–2021), Pharmakologe (Abitur 1955 am Charlottenburger Gymnasium)
- Erik Spiekermann (* 1947), Typograf
- Gudrun Schaumann, Geigerin
- Andreas Fröhlich (* 1965), Schauspieler
- Jacques Schuster (* 1965), Journalist (Abitur 1983 am Erich-Hoeppner-Gymnasium)
- Julia Biedermann (* 1967), Schauspielerin (Schülerin am Erich-Hoepner-Gymnasium[7])